# Lê Hy Tông
Lê Hy Tông (chữ Hán: 黎熙宗, * 1663 in Đông Kinh (Hanoi); † 1716 ebenda) war der zehnte vietnamesische Kaiser aus der restaurierten Lê-Dynastie. Er saß von 1675 bis 1705 auf dem Thron und war wie alle Monarchen dieser Linie eine Marionette der tatsächlich regierenden Trịnh-Fürsten. 

## Leben
Vor seiner Thronbesteigung lautete sein Name Lê Duy Cáp oder Lê Duy Hợp (seltener auch Lê Duy Hiệp, je nach Lesung von 黎維祫). Er war der jüngste, postum geborene Sohn des Kaisers Lê Thần Tông, der bis zu seinem Tod 1662 amtierte. Da die drei älteren Brüder und Amtsvorgänger Lê Chân Tông, Lê Huyền Tông und Lê Gia Tông früh und kinderlos verstarben, wurde der etwa zwölfjährige Lê Hy Tông im Jahr 1675 vom Machthaber Trịnh Tạc auf den Thron gesetzt. 
Sein Äraname (Regierungsdevise) lautete zunächst Vĩnh Trị und ab 1680 dann Chính Hòa.
Obwohl die gesamte Regierungsgewalt in den Händen des Trịnh Căn lag, der 1682 seinen Vater Trịnh Tạc abgelöst hatte, so trug Kaiser Lê Hy Tông dennoch zur Verbesserung der Gesetze und der sozialen Ordnung bei, so berichten jedenfalls die traditionellen Chroniken. Später soll er von der Bevölkerung als bester Monarch der restaurierten Lê-Dynastie angesehen worden sein.
Ab 1703 kam es zu einem Trịnh-internen Machtkampf um die Nachfolge des alternden Trịnh Căn, der zu diesem Zeitpunkt Trịnh Cương zum designierten Erben ernannt hatte. Der Konflikt erfasste auch den Kaiserhof. Vermutlich aus diesem Grund ließ Trịnh Căn den Kaiser im Jahr 1705 nach dreißig Jahren auf dem Thron absetzen. Nachfolger wurde sein ältester Sohn Lê Dụ Tông (Lê Duy Đường). Lê Hy Tông lebte noch bis 1716 als „Kaiser im Ruhestand“. Ein jüngerer Sohn namens Lê Duy Chúc schloss sich später der Rebellion des Lê Duy Mật gegen die Trịnh-Oberherrschaft an.